# Mind Your Manners (пісня Pearl Jam)
«Mind Your Manners» — пісня американського рок-гурту Pearl Jam, перший сингл з альбому Lightning Bolt (2013).

## Історія створення
Авторами «Mind Your Manners» стали вокаліст Pearl Jam Едді Веддер та гітарист Майк Маккріді. Її текст пов'язаний із релігією. Головний герой зізнається, що хоча спочатку знайшов Бога, проте потім розчаровується в церкві. На його думку, релігійні діячі «отримують невинних юнаків, а потім кидають їх до палаючої купи». Він вважає організовану релігію лицемірством, бо весь цей час йому кажуть «Слідкуй за своїми манерами».
Пісня виконується у швидкому темпі, притаманному панк-рокові. Ритм-секція Джефа Амента та Метта Кемерона грає дуже уривчасто, а сольні партії Майка Маккріді нагадують творчість гітариста Dead Kennedys Іст Бей Рея.

## Вихід пісні
«Mind Your Manners» стала першим синглом з альбому Lightning Bolt. Її було випущено 11 липня 2013 року. Пісні одразу потрапила до активної ротації на радіостанціях, де її грали, бувало, по 20 разів на день. 16 липня 2013 року гурт вперше зіграв її наживо на концерті в Лондоні. Врешті решт композиція досягла другого місця в хіт-параді Billboard Mainstream Rock. 
23 серпня вийшло музичне відео на пісню, зрежисоване відомим фотографом Денні Клінчем, який 2007 року зняв для гурту документальну стрічку Immagine in Cornice. Відеокліп поєднував анімаційні епізоди, що зображали різні вибухи, фрагменти військових дій, пожеж тощо, з фрагментами виступу гурту. 

## Місця в чартах
| Хіт-парад (2013)                    | Найвища позиція |
| ----------------------------------- | --------------- |
| Australia (ARIA)                    | 54              |
| Бельгія (Ultratip Flanders)         | 64              |
| Канада (Canadian Hot 100)           | 55              |
| Canada Rock (Billboard)             | 1               |
| Ірландія (IRMA)                     | 74              |
| Нідерланди (Mega Single Top 100)    | 69              |
| США (Hot Rock Songs) (Billboard)    | 17              |
| США (Alternative Songs) (Billboard) | 12              |
| США (Mainstream Rock) (Billboard)   | 2               |